# Forest (banda)
Forest fue un trío inglés de  folk rock y folk ácido formado entre los años 1966 y 1968 por los músicos Derek Allenby y los hermanos Adrian Welham y Martin Welham. El grupo estuvo activo entre finales de la década de 1960 y mediados de la década de 1970 y su sonido se caracterizó por incorporar instrumentos acústicos y elementos de la música medieval, el rock progresivo y psicodélico.

## Historia
Compuesto por Martin Welham, junto a su hermano menor Adrian Welham y su amigo del bachillerato Derek Allenby, el grupo comenzó como "The Foresters of Walesby" en 1967 luego de trasladarse de Grimsby, lugar de origen de los integrantes, hacia Walesby, Lincolnshire. Durante esta época realizaron conciertos en pubs y clubs locales interpretando canciones tradicionales, sin embargo luego de mudarse a Birmingham ese mismo año para acudir a la universidad, la banda comenzó a desarrollar su propio estilo musical inspirado por artistas como The Beatles, Ray Davies, The Young Tradition y The Incredible String Band.
En 1968 continuaron realizando presentaciones en clubes y festivales bajo el nombre “The Foresters” y poco tiempo después conocieron al periodista Mark Williams, quien se convertiría en su mánager y por recomendación suya cambiaron el nombre de la banda a “Forest”. Gracias a la influencia de Williams, la banda conoció al disc jockey y periodista John Peel, quién les ayudó a alcanzar una mayor audiencia a través del programa de radio Night Sessions de la BBC Radio 1.
Peel mostró interés para que el grupo formase parte de su propio sello discográfico, sin embargo debido a problemas logísticos les recomendó que aceptasen una oferta hecha por Harvest Records. En el año 1969 se mudaron a la residencia de Peel en Londres para comenzar las grabaciones de su álbum debut en el estudio Abbey Road.
El álbum titulado “Forest” se grabó y publicó rápidamente en octubre de ese año, precedido por el lanzamiento de un sencillo titulado "Searching for shadows",pero a pesar de haber sido lanzado en el Reino Unido y los Estados Unidos y de haber realizados conciertos en el país y una gira en Alemania, no logró buenas ventas.
El segundo y último álbum de la banda se titularía Full Circle, publicado en 1970. Esta última obra sería recomendada por The Guardian como uno de los 1000 álbumes que debes escuchar antes de morir. Pese a los intentos del grupo para producir un disco con composiciones y arreglos más sofisticados, el álbum no logró alcanzar grandes ventas y los dirigentes de Harvest se mostraron reacios a permitir la producción de un tercer disco. Al año siguiente Derek Allenby abandonó la banda y los hermanos Welham continuaron realizando conciertos en los Países Bajos y el Reino Unido, finalmente terminando con el proyecto en 1973.

## Miembros
- Derek Allenby, voz, mandolina, tin whistle, armónica, armonio.[1][8]
- Martin Welham, voz, guitarra de doce cuerdas, armonio, tin whistle, órgano, percusión.[1][8]
- Adrian Welham, voz, guitarra, violonchelo, armónica, batería, tin whistle, teclado.[1][8]

## Discografía

### Álbumes
- 1969: Forest

- 1970: Full Circle

### Sencillos
- 1969: Searching for shadows / Mirror of life